# Noemi Bagés Fortacín
 Noemi Bagés Fortacín  (Frankfurt, 7 de novembre de 1974) és una escriptora catalana.
Va néixer a Frankfurt, però, quan tenia dos anys, la seva família va tornar a Catalunya i es va instal·lar a Tarragona. Va estudiar Filologia catalana i un Màster en estudis superiors de Llengua i Literatura Catalanes, a la Universitat Rovira i Virgili. Exerceix la docència des de l'any 1997, com a professora de llengua catalana i literatura, i la compagina amb la creació literària. Col·labora en la creació de material didàctic sobre literatura universal per al Departament d'Ensenyament. També ha participat com a jurat de diversos premis literaris i ha realitzat estudis sobre sociolingüística i dialectologia. La majoria de les seves obres estan adreçades a un públic juvenil. A més, participa en el programa «Autors a les aules», de la Institució de les Lletres Catalanes, visitant centres educatius per tal que parlar del procés d'escriptura amb nois i noies que han llegit les seves obres.

## Obra publicada
- 2004 —  Perdoni, a quin segle diu que som? (Barcanova)
- 2006 — I la mort em parlava (Barcanova)
- 2009 — Rere el mur (Barcanova)
- 2014 — No tot està perdut (Barcanova)[5][6]
- 2014 — 50 anys Escola Pax: Una escola sota els arbres (Arola)
- 2014 — El parlar de Flix (Brúfol)
- 2016 — Que s'acabin les vacances, si us plau! (Editorial onada)
- 2019 — Crònica d'un vol cancel·lat (Barcanova)